# Ezau

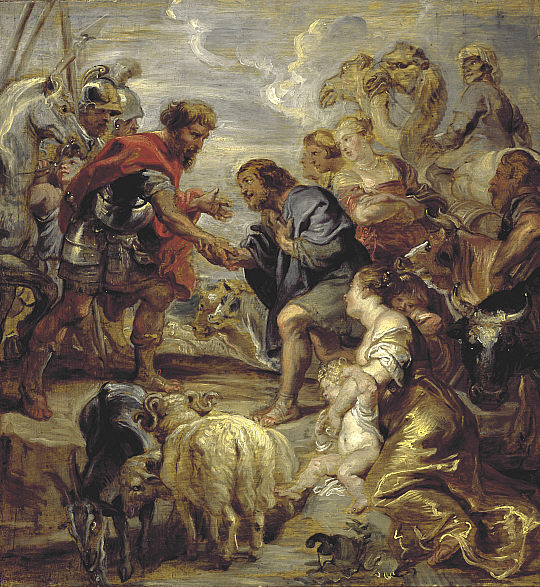
Usmíření Jákoba s Ezauem, Peter Paul Rubens, 1624

Ezau (hebrejsky עֵשָׂו‎, Esav) je postava z Bible – prvorozený syn Izáka a Rebeky a bratr Jákoba. V Bibli se o Ezauovi píše od 25. kapitoly knihy Genesis. Targum Pseudo-Jonatan interpretuje 27. verš této kapitoly mimo jiné tak, že Ezau vycházel do polí nejen proto, aby zabíjel zvířata, ale i proto, aby zabíjel lidi. Mezi význačné muže, které takto zprovodil ze světa, patřil prý Nimrod.
Podle mimobiblického židovského spisu Jubilea poté, co se Ezauovi synové doslechli, že Izák v den své smrti předal prvorozenecký podíl Jákobovi, donutili svého otce pod pohrůžkou násilí k tomu, aby společně se svými spojenci stál v čele vražedné vojenské výpravy proti svému bratru Jákobovi, jeho synům a jejich spojencům. Když byl Jákob obklíčen ve věži, která stála u Beerševy, a nebyla žádná naděje na usmíření, vystřelil šíp, který smrtelně zranil Ezaua, a Jákobovi synové se spojenci podnikli protiútok, který byl nakonec tak úspěšný, že nejen množství nepřátel pobili a Ezauovy syny zahnali do pohoří Seír, kde sídlili, ale donutili je, aby uzavřeli mír a podrobili se jhu poddanství, jež spočívalo v odvádění pravidelných daní.
Rabínská tradice vidí na místech, kde se Bible zmiňuje o Edomu, náznak vztahu mezi židovským lidem a římskou světovou velmocí, jež je doteď reprezentována křesťanským náboženstvím.

## Jméno
Jméno Esav se obvykle vykládá jako „Chlupatec“, což podle Rašiho poukazuje na to, že se Ezau narodil „plně vyvinutý“.
Později se Ezauovi začalo říkat Edom (hebrejsky אֱדוֹם, „červený, rudý“). Toto přízvisko si vysloužil za to, že vyměnil své prvorozenství za misku čočkové kaše, tedy krvavě zbarveného pokrmu, a později byli tímto přízviskem označováni i jeho potomci, již se vyznačovali krvelačností.

## Biblický příběh

### Dětství a dospívání
Ezau je podle Bible synem Izáka a Rebeky. Je prvorozený z dvojčat, jeho bratrem je Jákob. Narodili se, když bylo Izákovi 60 let. Bible a zejména midraše obsahují řadu příběhů dokládajících soupeření mezi bratry už od raného dětství, a dokonce i před narozením.
Když chlapci dospěli, Ezau se stal mužem znalým lovu, mužem divočiny, kdežto Jákob mužem bydlícím ve stanech. Izák měl rád Ezaua, protože rád jídal zvěřinu, zatímco Rebeka milovala Jákoba.
Když bylo Ezauovi čtyřicet let, vzal si za ženu Jehúdit, dceru Chetejce Beera, a Basematu, dceru Chetejce Elóna.

### Prodej prvorozenství

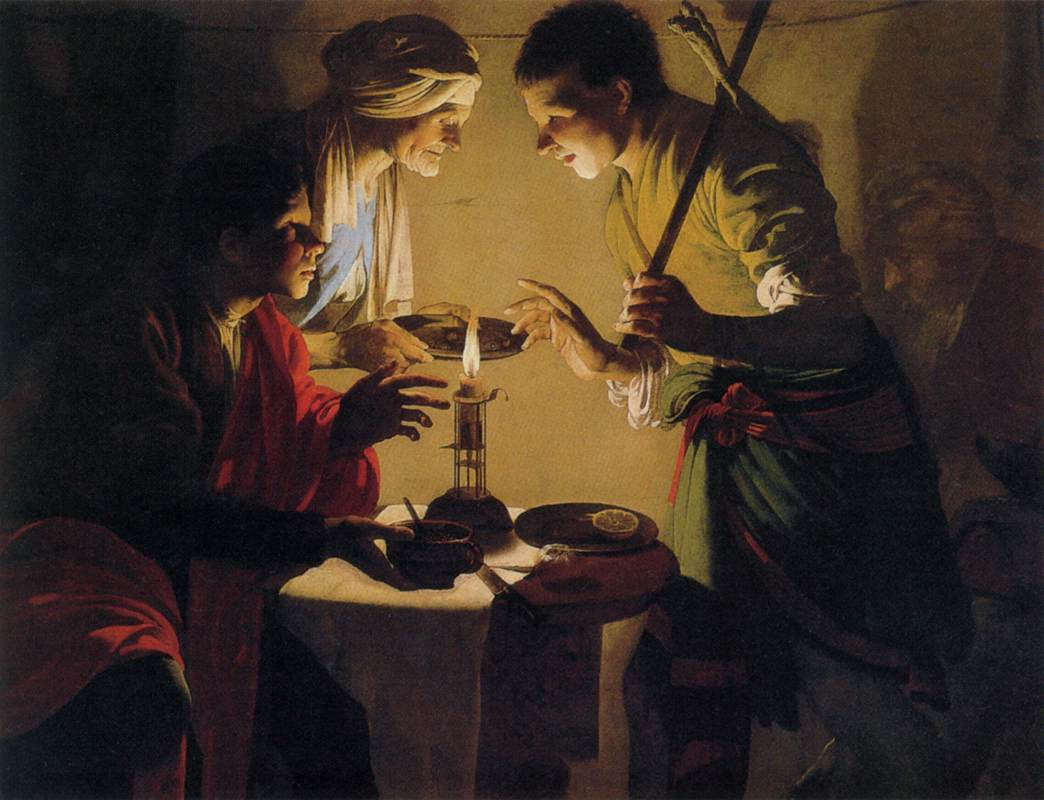
Ezau prodává své prvorozenství (Hendrick ter Brugghen)

Ezau byl prvorozený, svým prvorozenstvím však pohrdl. Jeho bratr Jákob využil Ezauovy únavy a když se Ezau vrátil hladový z lovu, nabídl mu „červenou krmi“ (čočku) a přesvědčil ho, aby mu za ni prvorozenství prodal.

### Otcovské požehnání
Když Izák zestárnul, ztratil zrak a měl pocit, že se jeho smrt blíží, zavolal si svého syna Ezaua a požádal ho, aby mu šel ulovit zvěřinu, připravil z ní oblíbenou pochoutku a přinesl mu jí. Potom, že mu požehná.

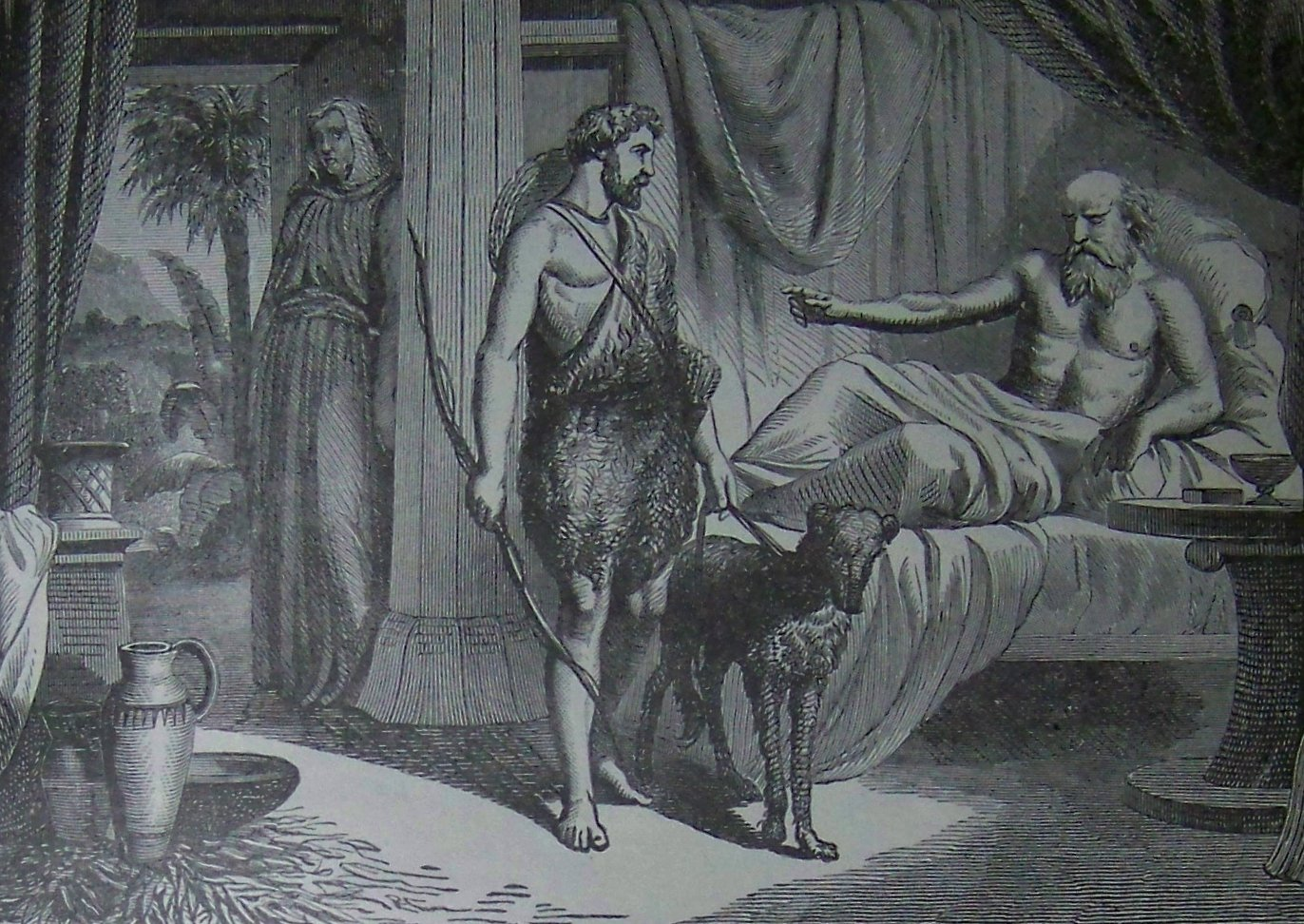
Izák posílá Ezaua pro zvěřinu (Holmanova Bible 1890)

Tento pokyn uslyšela Izákova žena Rebeka a přemluvila Jákoba, aby k otci přišel místo Ezaua. Jákob uposlechl a za pomocí zvířecích kožek přesvědčil Izáka, že před ním stojí chlupatý Ezau. Izák tak udělil požehnání Jákobovi místo Ezauovi.
Když to Ezau zjistil, rozplakal se a požadoval, aby otec požehnal i jemu. Izák mu požehnal, ale v menší míře než jeho bratrovi. Ezau na Jákoba zanevřel a usiloval jej zabít. Rebeka se to dozvěděla a odeslala Jákoba do daleké země k příbuzným.

### Machalat, další manželka
Když Ezau viděl, že při odchodu klade Izák Jákobovi na srdce, aby si nebral za ženu žádnou z dcer kenaánských, a když viděl, že rodiče nelibě snáší jeho současné manželky, šel k Izmaelovi a kromě žen, které už měl, si vzal za manželku Machalat, dceru Abrahamova syna Izmaele, sestru Nebajotovu.

### Jákobův návrat
Po dvaceti letech pobytu v cizí zemi se Jákob vrací do otcovského domu, stále se však obává Ezauova hněvu. Ezau šel Jákobovi naproti se čtyřmi sty muži. Jákob se modlil k Bohu o pomoc.
Ezau mu však vyběhl naproti, objal ho, padl mu kolem krku a políbil ho. Oba plakali. Ačkoli text působí dojmem úplného usmíření, komentátoři upozorňují na nesrovnalosti, které naznačují, že Ezauův postoj nebyl zcela upřímný.

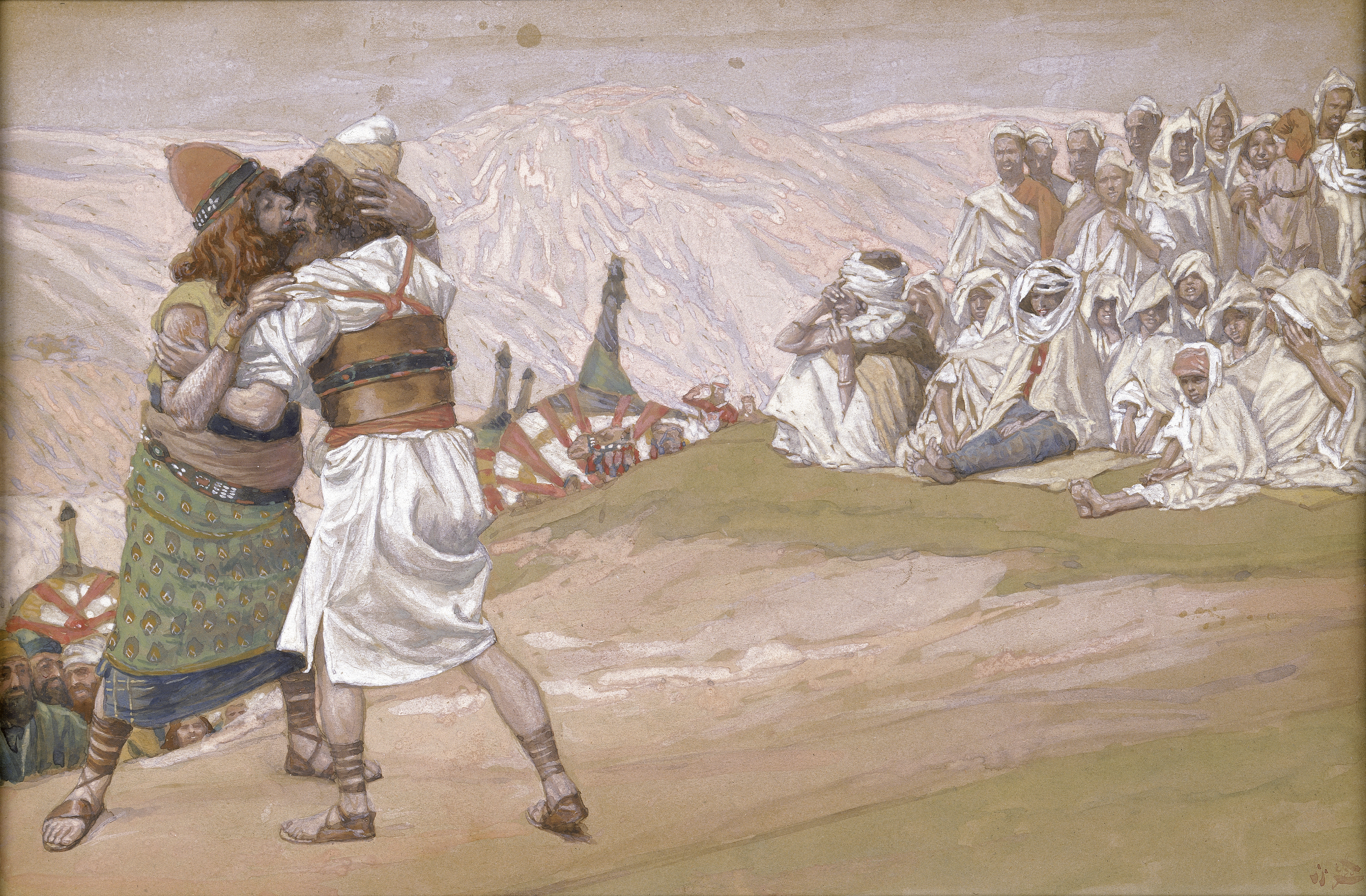
Setkání Jákoba s Ezauem (James Joseph Jacques Tissot)

### Ezauovo stáří a potomstvo
Ezauův a Jákobův otec Izák zemřel ve 180 letech. Jákob a Ezau jej pochovali společně.
O věku a místě Ezauovy smrti se Bible nezmiňuje, zato podrobně vypisuje rozrod Ezauových mužských potomků.Gn 36, 1–43 (Kral, ČEP)

### Boží vztah s potomky Ezaua
Při putování Izraele do zaslíbené země, což je událost, která se odehrála zhruba 300 let po příbězích Jákoba a Ezaua, dal Hospodin Izraelcům ohledně území Seíru, kde v té době pobývali potomci Ezauovi, speciální pokyn. Až budou procházet tím územím, aby s lidem nebojovali, aby za jídlo a vodu zaplatili Edómcům stříbrem. To vše proto, že Edómci jsou bratři Izraele, a že území Seíru bylo Hospodinem přiděleno do vlastnictví Edómcům, nikoli Izraeli.

### Novozákonní postoj
| „                         | Ať nikdo není smilník nebo bezbožný člověk jako Ezau, který prodal své prvorozenství za jediný pokrm. Neboť víte, že když později chtěl zdědit požehnání, i když je se slzami usilovně hledal, byl odmítnut, neboť nenalezl místo pokání. | “ |
| — Bible, list Židům 12:16 | |   |

Ezau je novozákonní částí Bible interpretován jako příklad člověka, který prvorozenství, symbol něčeho obtížně uchopitelného a přinášejícího prospěch až v budoucnu, prodal za pokrm, symbolizující hmatatelnou a okamžitou hodnotu. Ten pokrm byl ještě k tomu jeden jediný. Dále je Biblí použit jako příklad člověka, který když později usilovně hledal hodnotu svého prvorozenství, byl odmítnut a nebyla mu dána druhá příležitost. Bible přikazuje člověku, aby nebyl jako Ezau. Z tohoto pohledu je Ezau nazván smilníkem a bezbožným člověkem. Židovští učenci přesto Ezauovi připisuji jednu důležitou ctnost, a sice tu, že ctil svého otce. V Talmudu je zmínka o tom, jak raban Šimon ben Gamliel prohlásil: „Nikdo nikdy nectil svého otce jako já, ale zjistil jsem, že Esav ctil svého otce ještě víc než já svého.“ Podobně je možno číst v knize Zohar: „Nikdo nikdy nectil svého otce více než Esav.“ V midraši je však tato Ezauova ctnost korigována výrokem: „Ezau svou bezbožností způsobil, že Svatý duch odstoupil od jeho otce.“